# بن مایلز
بن مایلز (انگلیسی: Ben Miles؛ زادهٔ ۱ نوامبر ۱۹۶۶) بازیگر اهل بریتانیا است. وی از سال ۱۹۸۹ میلادی تاکنون مشغول فعالیت بوده‌است.
از فیلم‌ها یا برنامه‌های تلویزیونی که وی در آن نقش داشته‌است، می‌توان به وی مثل وندتا، نینجای آدمکش، زن طلایی‌پوش، تصور کن من و تو، جنگ شاد و محاکمه و مجازات اشاره کرد.